# 국도 제6호선 (모로코)
국도 제6호선(아랍어: الطريق الوطنية 6, 프랑스어: Route nationale 6, N6)은 라바트에서 우지다를 거쳐 알제리의 마그니아까지 이어주는 총 연장 570 km 거리를 가진 모로코의 일반 국도이자 간선 도로이다. 또한 A2라는 라바트-페스 고속도로라는 고속도로가 이 국도와 같이 병용하고 있는 특이한 도로망이다.

## 주요 경유지
- 기점 : 라바트
- 경유지 : 티플레(영어판), 케미세트, 메크네스, 페스, 우지다
- 종점 : 마그니아(영어판)